# Concrete CMS
 (février 2012).
Concrete CMS (précédemment Concrete5) est un système de gestion de contenu (CMS, en anglais) open source pour la publication de contenus sur le World Wide Web et sites intranet. Il a été conçu dans le but de faciliter la création et la modification de pages, y compris par un public non averti.

## Caractéristiques
Concrete CMS permet d'éditer directement les pages d'un site web, selon une démarche WYSIWYG. 
Les pages sont créées à partir de blocs thématiques (image, texte, galeries d'images, cartes interactives, menus...), qu'il est facile d'agencer, de réorganiser, de supprimer, dans des sections, elles-mêmes définies selon des thèmes. Les types de blocs et les thèmes sont téléchargeables directement à partir du site, et modifiables. 
Toute modification de page peut être prévisualisée avant publication. Toute action est réversible, la gestion des versions étant assurée par un historique très efficace. 
La gestion des fichiers est assurée par un module complet comprenant l'organisation par thématiques, mots-clés, l'import/export en masse, le regroupement en collections. l'édition d'images, etc.
L'une des caractéristiques fondamentales de Concrete CMS découle de la programmation objet, la redéfinition (ou overriding en anglais). Chaque composant de Concrete CMS peut être redéfini, sans altérer le composant d'origine. Ce concept original facilite la modification et le développement d'extensions.
Concrete CMS est bâti autour des technologies LAMP (PHP et MySQL entre autres) et s’appuie sur des bibliothèques libres comme ADODB ou JSON.

## Développement
Concrete CMS est développé en PHP en programmation orienté objet selon le principe du MVC (Modèle-Vue-Contrôleur). Jusqu'à la version 5.7, il reposait sur une architecture Zend Framework. Aujourd'hui, Concrete CMS est son propre framework qui utilise des composants et des bibliothèques de fonctions tels que Laravel, Symfony, Doctrine.

## Historique
Concrete CMS a été développé par Franz Maruna et Andrew Embler à partir de 2003. Leurs créateurs ont entendu construire ce CMS autour de 3 règles : « Keep it simple », « Keep it flexible » et « Keep it robust ».

## Liens
- (en) « Concrete CMS Open Source Information », sur concretecms.org (consulté le 9 janvier 2024)
- Le site d'Andrew Embler, l'un des développeurs à l'origine de Concrete5
- Le dépôt de sources officiel sur GitHub